# Витязь на роздоріжжі
«Витязь на роздоріжжі» (рос. Витязь на распутье) — картина Віктора Васнецова.
Олівцеві начерки та ескізи до картини з'явилися на початку 1870-х років. У 1877 В. Васнецов з молодшого брата Аполлінарія пише етюд «Воїн у шоломі з кольчужкою». Сюжет картини виник під враженням билини «Ілля Муромець і розбійники».
У 1877 році була закінчена робота над першим варіантом картини. В. Васнецов виставляє її на VI Пересувний виставці 1878.
Остаточний варіант картини був написаний в 1882 для Сави Івановича Мамонтова.
Напис на камені відповідає билинним текстам, але його видно не повністю. У листі до Володимиру Стасову В. Васнецов пише:
|  | На камені написано: «Як пряму їхати — живу не бувати — немає путі ні перехожому, ні проїжджому, ні пролітному». Далі ідуть написи: «направо їхати — жонату бути; наліво їхати — багату бути» — на камені не видно, я їх сховав під мох і стер частково. Написи ці знайдені мною в публічній бібліотеці за Вашого люб'язного сприяння. |

Критик В. Стасов похвалив картину.
У початкових ескізах витязь був повернутий обличчям до глядача. В останній версії був збільшений розмір полотна, уплощена композиція, збільшений розмір фігури витязя. У початкових версіях картини була дорога, але В. Васнецов прибрав її у версії 1882 для більшої емоційності, щоб не було іншого виходу, крім зазначеного на камені.
До билинної темі В. Васнецов також звертався в ранній акварелі «Богатир» (1870) і пізніших картинах «Богатирі» (1898) і «Богатирський скок» (1914)
Картини написані олією на полотні. Версія 1882 зберігається в Державному Російському музеї. Перша версія 1878 зберігається в Серпуховском історико-художньому музеї.
Сюжет «Витязя на роздоріжжі» відтворений на надгробку художника на Введенському кладовищі.
У 2013 році на честь 165-річчя з дня народження Віктора Васнецова пошукова система «Яндекс» на головній сторінці зробила спеціальний логотип за мотивами картини «Витязь на роздоріжжі».